# 투비원 엔터테인먼트
투비원 엔터테인먼트(영어: TWOBEONE ENTERTAINMENT)는 대한민국의 스포츠 엔터테인먼트 회사이다. 회사 이름은 남매인 공동대표들의 이름을 가져와서 소속인들과 회사가(TWO) 하나가(ONE) 된다는 뜻으로 지어졌다. 본사는 서울특별시 마포구 양화로 26 (합정동)에 위치하고 있으며, 두바이와 상하이에 지사를 두고 있다. 프로축구구단 매니지먼트, 해외 이적 및 해외 스포테인먼트 분야로 활동하고 있다. 

## 역사

### 투비원 매니지먼트
공동대표 남매의 20년간의 브라질 이민 경험을 바탕으로 대한민국 귀국 후 축구의 나라인 브라질과의 인연으로 K리그 축구계에 합류하게 되었다. 2010년 K리그 브라질 선수들의 제안과 에닝요 선수 및 루이스 선수의 적극적 권유로 대한민국 최초로 브라질 프로 축구 선수들의 매니지먼트 회사로 설립이 되었다.
에닝요 선수 와 루이스 선수를 시작으로 아디 선수, 웨슬리 선수, 인디오 선수, 레이나 선수, 산토스 선수, 자일 선수, 헤난 선수, 에벨톤 선수, 에벨찡요 선수, 레오나르도 선수, 까이끼 선수, 파비오 코치 등과 함께 약 3년간 매니지먼트로 운영을 하였다.

### 투비원 엔터테인먼트
2013년 브라질 프로축구선수들의 매니지먼트를 대표로 하는 회사에서, 대한민국 선수들의 합류와 국내 프로축구단 및 해외 프로축구단들과의 협력으로인해 법인명을 투비원 엔터테인먼트로 변경하였다. 이후 이동국 선수, 김정우 선수, 조성환 선수, 임유환 선수, 장윤호 선수, 권경원 선수, 이재성 선수, 김기희 선수, 로페즈 선수, 아드리아노 선수, 에두 선수, 김신욱 선수 등의 매니지먼트 및 에이전시로서 활동을 하였고, 현재는 클럽 에이전시로 활동 하고 있다. 

## 역대 소속인
| 한글 성명  | 로마자 성명                                | 국적     | 생년월일         | 포지션         | 소속 기간   |
| ---------- | ------------------------------------------ | -------- | ---------------- | -------------- | ----------- |
| 에닝요     | "Eninho" (Enio Oliveira Junior)            | 브라질   | 1981년 5월 16일  | MF             | 2010 ~ 2015 |
| 루이스     | Luiz Henrique                              | 브라질   | 1981년 7월 2일   | MF             | 2010 ~ 2017 |
| 파비오     | Fabio Lefundes                             | 브라질   | 1972년 8월 25일  | HEAD COACH     | 2011 ~ 현재 |
| 아디       | "Adi" (Adilson dos Santos)                 | 브라질   | 1976년 5월 12일  | DF / COACH     | 2011 ~ 2018 |
| 웨슬리     | Wesley Smith                               | 브라질   | 1992년 4월 21일  | FW             | 2011 ~ 2013 |
| 인디오     | Indio Oliveira                             | 브라질   | 1981년 11월 21일 | MF             | 2011 ~ 2012 |
| 레이나     | Reina Javier                               | 콜롬비아 | 1989년 1월 4일   | MF             | 2011 ~ 2012 |
| 산토스     | "Santos" (Natanael de Souza Santos Junior) | 브라질   | 1985년 12월 25일 | MF             | 2011 ~ 2016 |
| 자일       | Jair Eduardo Britto                        | 브라질   | 1988년 6월 10일  | FW             | 2011 ~ 2018 |
| 삥요       | "Pinho" (Felipe Barreto da Silva)          | 브라질   | 1992년 1월 29일  | FW             | 2011 ~ 2012 |
| 에벨찡요   | "Hevertinho" (Heverton Duraes)             | 브라질   | 1985년 10월 28일 | FW             | 2011 ~ 2012 |
| 레오나르도 | "Leo" (Leonardo R. Pereira)                | 브라질   | 1986년 9월 22일  | MF             | 2012 ~ 2017 |
| 호벨찌     | Robert de Pinho de Souza                   | 브라질   | 1981년 2월 27일  | FW             | 2012 ~ 2012 |
| 헤난       | Renan Marques                              | 브라질   | 1983년 3월 8일   | FW             | 2012 ~ 2012 |
| 자엘       | Jael Ferreira Vieira                       | 브라질   | 1988년 10월 30일 | FW             | 2012 ~ 2013 |
| 슈바       | "Chuva" (Adriano Neves Pereira)            | 브라질   | 1979년 5월 24일  | FW             | 2012 ~ 2012 |
| 에벨톤     | Everton Santos                             | 브라질   | 1986년 10월 14일 | FW             | 2012 ~ 2012 |
| 이보       | "Ivo" (Olivio da Rosa)                     | 브라질   | 1986년 10월 2일  | MF             | 2012 ~ 2012 |
| 티아고     | Thiago Potyguar                            | 브라질   | 1985년 5월 27일  | MF             | 2013 ~ 2013 |
| 미구엘     | Miguel Kahl                                | 브라질   | 1992년 5월 14일  | FW             | 2013 ~ 2013 |
| 뚜찡야     | Tutinha Ostapenco                          | 브라질   | 1992년 5월 20일  | MF             | 2013 ~ 2013 |
| 김정우     | Kim Jung Woo                               | 대한민국 | 1982년 5월 9일   | MF / COACH     | 2013 ~ 현재 |
| 임유환     | Lim You Hwan                               | 대한민국 | 1983년 12월 2일  | DF             | 2013 ~ 2015 |
| 이동국     | Lee Dong Gook                              | 대한민국 | 1979년 4월 29일  | FW             | 2013 ~ 2014 |
| 최은성     | Choi Eun Sung                              | 대한민국 | 1971년 4월 5일   | GK / COACH     | 2013 ~ 2014 |
| 까이끼     | Caique Silva Rocha                         | 브라질   | 1988년 1월 10일  | FW             | 2013 ~ 2013 |
| 프란시스   | Francismar Oliveira                        | 브라질   | 1984년 4월 18일  | MF             | 2013 ~ 2013 |
| 막스웰     | "Marcinho" (Maxsuel Rodrigo Lino)          | 브라질   | 1985년 9월 8일   | MF             | 2013 ~ 2013 |
| 하성민     | Ha Sung Min                                | 대한민국 | 1987년 6월 13일  | MF             | 2014 ~ 2015 |
| 마르코스   | Marcos Aurelio                             | 브라질   | 1984년 2월 10일  | FW             | 2014 ~ 2014 |
| 카이오     | Kaio Goncalves                             | 브라질   | 1987년 7월 6일   | FW             | 2014 ~ 2016 |
| 최철순     | Choi Chul Soon                             | 대한민국 | 1987년 2월 8일   | DF             | 2014 ~ 2016 |
| 이주용     | Lee Ju Yong                                | 대한민국 | 1992년 9월 26일  | DF             | 2014 ~ 2016 |
| 조성환     | Cho Sung Hwan                              | 대한민국 | 1982년 4월 9일   | DF             | 2014 ~ 2018 |
| 정훈       | Jung Hoon                                  | 대한민국 | 1985년 8월 31일  | MF             | 2014 ~ 2016 |
| 타라바이   | Tarabai Santos                             | 브라질   | 1985년 12월 9일  | FW             | 2015 ~ 2016 |
| 박세직     | Park Se Jik                                | 대한민국 | 1989년 5월 25일  | MF             | 2015 ~ 2018 |
| 이범수     | Lee Bum Soo                                | 대한민국 | 1990년 12월 10일 | GK             | 2015 ~ 2016 |
| 장윤호     | Jang Yun Ho                                | 대한민국 | 1996년 8월 25일  | MF             | 2015 ~ 2019 |
| 권경원     | Kwon Kyung Won                             | 대한민국 | 1992년 1월 31일  | DF             | 2015 ~ 2018 |
| 이재권     | Lee Jae Kwon                               | 대한민국 | 1987년 7월 30일  | MF             | 2015 ~ 2017 |
| 권영진     | Kwon Young Jin                             | 대한민국 | 1991년 1월 23일  | DF             | 2015 ~ 2017 |
| 박현범     | Park Hyun Beom                             | 대한민국 | 1987년 5월 7일   | DF             | 2015 ~ 2018 |
| 홍정남     | Hong Jung Nam                              | 대한민국 | 1988년 5월 21일  | GK             | 2015 ~ 2016 |
| 이승렬     | Lee Seung Yeoul                            | 대한민국 | 1989년 3월 6일   | FW             | 2015 ~ 2016 |
| 에두       | "Edu" (Eduardo Goncalves de Oliveira)      | 브라질   | 1981년 11월 30일 | FW             | 2015 ~ 2017 |
| 이재성     | Lee Jae Sung                               | 대한민국 | 1992년 8월 10일  | MF             | 2015 ~ 2018 |
| 박종우     | Park Jong Woo                              | 대한민국 | 1989년 3월 10일  | MF             | 2016 ~ 2021 |
| 김기희     | Kim Kee Hee                                | 대한민국 | 1989년 7월 13일  | DF             | 2016 ~ 2017 |
| 로페즈     | Ricardo Lopes Pereira                      | 브라질   | 1990년 10월 28일 | FW             | 2016 ~ 2020 |
| 정혁       | Jung Hyuk                                  | 대한민국 | 1986년 5월 21일  | MF             | 2016 ~ 2018 |
| 일윙       | Irwing de Freitas                          | 브라질   | 1984년 11월 1일  | PHYSICAL COACH | 2016 ~ 현재 |
| 아드리아노 | "Adriano" (Carlos Adriano de Sousa Cruz)   | 브라질   | 1987년 9월 28일  | FW             | 2016 ~ 현재 |
| 이재성     | Lee Jae Sung                               | 대한민국 | 1988년 7월 5일   | DF             | 2017 ~ 2018 |
| 에델       | Eder Luiz Lima de Souza                    | 브라질   | 1987년 1월 9일   | FW             | 2017 ~ 2018 |
| 지우반     | Gilvan de Oliveira Gomes                   | 브라질   | 1981년 8월 26일  | PHYSIO         | 2017 ~ 2018 |
| 김신욱     | Kim Shin Wook                              | 대한민국 | 1988년 4월 14일  | FW             | 2017 ~ 2021 |
| 안지호     | Ahn Ji Ho                                  | 대한민국 | 1987년 4월 24일  | DF             | 2017 ~ 2019 |
| 손준호     | Son Jun Ho                                 | 대한민국 | 1992년 5월 12일  | MF             | 2018 ~ 2019 |
| 최영준     | Choi Young Jun                             | 대한민국 | 1991년 12월 15일 | MF             | 2019 ~ 2021 |
| 신광훈     | Shin Kwang Hoon                            | 대한민국 | 1987년 3월 18일  | DF             | 2019 ~ 현재 |
| 최강희     | Choi Kang Hee                              | 대한민국 | 1959년 4월 12일  | HEAD COACH     | 현재        |